# Reichstagswahlkreis Regierungsbezirk Gumbinnen 5

Die Wahlkreisaufteilung des Deutschen Reichs.

Der Reichstagswahlkreis Provinz Ostpreußen – Regierungsbezirk Gumbinnen 5 (Wahlkreis 15; Wahlkreis Angerburg-Lötzen) war ein Wahlkreis für die Reichstagswahlen im Deutschen Reich und im Norddeutschen Bund von 1867 bis 1918.

## Wahlkreiszuschnitt
Der Wahlkreis umfasste den Landkreis Angerburg ohne die Landgemeinden Altgurren, Neugurren und den Gutsbezirk Gurren, den Landkreis Lötzen und aus dem Landkreis Darkehmen den Krug Skallischen der Gemeinde Skallischen und den Gutsbezirk Broszaitschen.
| Jahr | Einwohner |
| ---- | --------- |
| 1890 | 77.583    |
| 1895 | 77.796    |
| 1900 | 75.124    |
| 1905 | 77.373    |
| 1910 | 76.677    |

|      | Landwirtschaft | Industrie und Gewerbe | Handel und Dienstleistungen |
| ---- | -------------- | --------------------- | --------------------------- |
| 1895 | 72,8           | 13,2                  | 14,1                        |
| 1907 | 70,9           | 16,2                  | 13,0                        |

|      | Evangelisch | Katholisch |
| ---- | ----------- | ---------- |
| 1890 | 98,1        | 0,7        |
| 1905 | 97,1        | 1,3        |
| 1910 | 97,1        | 1,5        |

## Abgeordnete
| Wahl                                 | Abgeordneter                 | Partei                      | Bild |
| ------------------------------------ | ---------------------------- | --------------------------- | ---- |
| Reichstagswahl Februar 1867 bis 1874 | Karl von Lehndorff           | Konservative Partei         |      |
| Reichstagswahl 1874 bis 1877         | Kurt von Saucken-Tarputschen | Deutsche Fortschrittspartei | 0    |
| Reichstagswahl 1877 bis 1912         | Ludwig von Staudy            | Deutschkonservative Partei  | 0    |
| Reichstagswahl 1912 bis 1918         | Otto Laser                   | NLP                         |      |

## Wahlen

### 1867 (Februar)
Es fand nur ein Wahlgang statt.
| Kandidat                | Partei              | Stimmen | in % | Anmerkungen |
| ----------------------- | ------------------- | ------- | ---- | ----------- |
| Karl Graf von Lehndorff | Konservative Partei | 8798    | 0    | 0           |

### 1867 (August)
Es fand nur ein Wahlgang statt.
| Kandidat                | Partei              | Stimmen | in % | Anmerkungen |
| ----------------------- | ------------------- | ------- | ---- | ----------- |
| Karl Graf von Lehndorff | Konservative Partei | 6355    | 0    | 0           |

### 1871
Es fand nur ein Wahlgang statt.
| Kandidat                | Partei              | Stimmen | in % | Anmerkungen |
| ----------------------- | ------------------- | ------- | ---- | ----------- |
| Karl Graf von Lehndorff | Konservative Partei | 5586    | 0    | 0           |
|                         | F                   | 2882    | 0    | 0           |
| Sonstige                | 0                   | 9       | 0    | 0           |

### 1874
Es fand nur ein Wahlgang statt.
| Kandidat                     | Partei              | Stimmen | in % | Anmerkungen |
| ---------------------------- | ------------------- | ------- | ---- | ----------- |
|                              | Konservative Partei | 4287    | 0    | 0           |
| Kurt von Saucken-Tarputschen | F                   | 4432    | 0    | 0           |
| Sonstige                     | 0                   | 3       | 0    | 0           |

### 1877
Es fand nur ein Wahlgang statt.
| Kandidat          | Partei              | Stimmen | in % | Anmerkungen |
| ----------------- | ------------------- | ------- | ---- | ----------- |
| Ludwig von Staudy | Konservative Partei | 5504    | 0    | 0           |
|                   | F                   | 4038    | 0    | 0           |
|                   | Zentrum             | 33      | 0    | 0           |
| Sonstige          | 0                   | 3       | 0    | 0           |

### 1878
Es fand nur ein Wahlgang statt.
| Kandidat          | Partei              | Stimmen | in % | Anmerkungen |
| ----------------- | ------------------- | ------- | ---- | ----------- |
| Ludwig von Staudy | Konservative Partei | 5786    | 0    | 0           |
|                   | F                   | 3370    | 0    | 0           |
| Sonstige          | 0                   | 4       | 0    | 0           |

### 1881
Es fand nur ein Wahlgang statt.
| Kandidat          | Partei              | Stimmen | in % | Anmerkungen |
| ----------------- | ------------------- | ------- | ---- | ----------- |
| Ludwig von Staudy | Konservative Partei | 5254    | 0    | 0           |
|                   | F                   | 4856    | 0    | 0           |
| Sonstige          | 0                   | 12      | 0    | 0           |

### 1884
Es fand nur ein Wahlgang statt. Die Zahl der Wahlberechtigten betrug 14.918, die Zahl der abgegebenen Stimmen betrug 10.434, von denen 43 ungültig waren. Die Wahlbeteiligung betrug 70,2 %.
| Kandidat          | Partei              | Stimmen | in % | Anmerkungen |
| ----------------- | ------------------- | ------- | ---- | ----------- |
| Ludwig von Staudy | Konservative Partei | 6808    | 0    | 0           |
|                   | F                   | 3623    | 0    | 0           |
| Sonstige          | 0                   | 3       | 0    | 0           |

### 1887
Es fand nur ein Wahlgang statt. Die Zahl der Wahlberechtigten betrug 14.996, die Zahl der abgegebenen Stimmen betrug 11.309, von denen 15 ungültig waren. Die Wahlbeteiligung betrug 75,6 %.
| Kandidat          | Partei              | Stimmen | in % | Anmerkungen |
| ----------------- | ------------------- | ------- | ---- | ----------- |
| Ludwig von Staudy | Konservative Partei | 9348    | 0    | 0           |
|                   | F                   | 1938    | 0    | 0           |
| Sonstige          | 0                   | 23      | 0    | 0           |

### 1890
Es sind keine Wahlkreisabsprachen der Parteien überliefert. Es fand ein Wahlgang statt. Die Zahl der Wahlberechtigten betrug 14.791 und die Zahl der abgegebenen Stimmen 10.927, von denen 22 ungültig waren. Die Wahlbeteiligung betrug 73,9 %.
| Kandidat          | Partei                      | Stimmen | in % | Anmerkungen            |
| ----------------- | --------------------------- | ------- | ---- | ---------------------- |
| Weg(e)mann        | Deutsche Fortschrittspartei | 4953    | 45,4 | Gutsbesitzer in Reußen |
| Ludwig von Staudy | Deutschkonservative Partei  | 5935    | 54,4 | 0                      |
| Sonstige          | 0                           | 17      | 0,2  | 0                      |

### 1893
Der BdL nominierte den Domänenpächter Stein als Kandidaten. Um die Zusammenarbeit der Konservativen und der Agrarier nicht zu gefährden, lehnte Stein dann die Kandidatur ab und der BdL unterstützte Staudy. Es fand ein Wahlgang statt. Die Zahl der Wahlberechtigten betrug 14.967 und die Zahl der abgegebenen Stimmen 11.117, von denen 17 ungültig waren. Die Wahlbeteiligung betrug 74,7 %.
| Kandidat          | Partei                     | Stimmen | in % | Anmerkungen                                |
| ----------------- | -------------------------- | ------- | ---- | ------------------------------------------ |
| Scott             | FVP                        | 3476    | 31,1 | Landschaftsrat in Grondern                 |
| Ludwig von Staudy | Deutschkonservative Partei | 7620    | 68,3 | 0                                          |
| Ernst Ebhardt     | SPD                        | 33      | 0,3  | Rittergutsbesitzer in Kommorowen (Masuren) |
| Sonstige          | 0                          | 31      | 0,3  | 0                                          |

### 1898
Der BdL unterstützte erneut Staudy. Es fand ein Wahlgang statt. Die Zahl der Wahlberechtigten betrug 14.783 und die Zahl der abgegebenen Stimmen 10.176, von denen 52 ungültig waren. Die Wahlbeteiligung betrug 68,8 %.
| Kandidat          | Partei                     | Stimmen | in % | Anmerkungen                 |
| ----------------- | -------------------------- | ------- | ---- | --------------------------- |
| Schweiger         | FVP                        | 2082    | 20,6 | Gutsbesitzer in Schoenbeunn |
| Ludwig von Staudy | Deutschkonservative Partei | 7469    | 73,8 | 0                           |
| Eugen Lewandowski | Polen                      | 27      | 0,3  | Drogist in Gnesen           |
| Hugo Haase        | SPD                        | 488     | 4,3  | 0                           |
| Braun             | SPD                        | 33      | 0,3  | Gutsbesitzer in Mehleden    |
| Sonstige          | 0                          | 25      | 0,2  | 0                           |

### 1903
Der BdL unterstützte erneut Staudy. Es fand ein Wahlgang statt. Die Zahl der Wahlberechtigten betrug 14.842 und die Zahl der abgegebenen Stimmen 10.839, von denen 54 ungültig waren. Die Wahlbeteiligung betrug 73,0 %.
| Kandidat          | Partei                     | Stimmen | in % | Anmerkungen               |
| ----------------- | -------------------------- | ------- | ---- | ------------------------- |
| Stein             | FVP                        | 706     | 6,5  | Rechtsanwalt in Angerburg |
| Ludwig von Staudy | Deutschkonservative Partei | 8958    | 83,1 | 0                         |
| Hugo Haase        | SPD                        | 1093    | 10,1 | 0                         |
| Sonstige          | 0                          | 28      | 0,3  | 0                         |

### 1907
Der BdL unterstützte erneut Staudy. Es fand ein Wahlgang statt. Die Zahl der Wahlberechtigten betrug 15.081 und die Zahl der abgegebenen Stimmen 12.193, von denen 49 ungültig waren. Die Wahlbeteiligung betrug 80,9 %.
| Kandidat          | Partei                     | Stimmen | in % | Anmerkungen                             |
| ----------------- | -------------------------- | ------- | ---- | --------------------------------------- |
| Dultz             | FVP                        | 216     | 1,8  | Gutsbesitzer und Stadtrat in Königsberg |
| Ludwig von Staudy | Deutschkonservative Partei | 11.485  | 94,6 | 0                                       |
| Hugo Haase        | SPD                        | 429     | 3,5  | 0                                       |
| Sonstige          | 0                          | 14      | 0,1  | 0                                       |

### 1912
Der BdL unterstützte erneut den konservativen Kandidaten. Der Zentrumsabgeordnete Paul Romahn, der im Preußischen Abgeordnetenhaus den Wahlkreis Allenstein-Rößel vertrat, rief ebenfalls zur Wahl des konservativen Kandidaten auf. Es fand ein Wahlgang statt. Die Zahl der Wahlberechtigten betrug 15.494 und die Zahl der abgegebenen Stimmen 13.628, von denen 46 ungültig waren. Die Wahlbeteiligung betrug 88,0 %.
| Kandidat   | Partei                     | Stimmen | in % | Anmerkungen        |
| ---------- | -------------------------- | ------- | ---- | ------------------ |
| Otto Laser | NLP                        | 6844    | 50,4 | 0                  |
| Franz      | Deutschkonservative Partei | 6434    | 47,4 | Rentier aus Lötzen |
| Hugo Haase | SPD                        | 289     | 2,1  | 0                  |
| Sonstige   | 0                          | 15      | 0,1  | 0                  |